# Archaeophya magnifica
Archaeophya magnifica – gatunek ważki z rodziny Synthemistidae (wcześniej zaliczanego do szklarkowatych). Endemit Australii; znany tylko z północno-wschodniej części stanu Queensland.